# فالمي (ويسكونسن)
فالمي (بالإنجليزية: Valmy, Wisconsin)‏ هي منطقة سكنية تقع في الولايات المتحدة في مقاطعة دور (ويسكونسن).  يقدر عدد سكانها   وترتفع عن سطح البحر 199 متر.